# Georg Friedrich Müller (Mediziner)

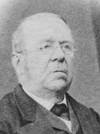
Georg Friedrich Müller

Georg Friedrich Müller (* 1804 in Simmozheim; † 1892 in Grunbach) war ein Württemberger Arzt, Homöopath und Begründer der Diakonie Stetten.

## Leben
Georg Friedrich Müller wurde als Sohn des Gastwirts und Bierbrauers Johann Georg Müller und dessen Ehefrau Elisabeth Margarete Müller geboren. Er war der Älteste unter insgesamt neun Geschwistern.  Georg Friedrich Müller studierte Medizin an der Eberhard Karls Universität Tübingen. Zu seinen akademischen Lehrern gehörten die Mediziner Johann Heinrich Ferdinand Autenrieth (1772–1835) sowie Carl August von Eschenmayer (1768–1852). Müller bestand das medizinische Examen mit der schwächsten Benotung. Auch war es ihm nicht möglich, die Druckkosten für seine Promotion zu tragen, so dass er das Königliche Medizinalkollegium um Dispens von der Promotion bitten musste. Dieser Dispens von der Promotion wurde ihm gewährt. Er bekam aber die Möglichkeit eingeräumt, durch Ausfertigung schriftlicher Abhandlungen („specimina“) seine Stellung zu verbessern und eine nachträgliche Graduierung zu erreichen. In den Jahren 1830, 1846 und 1852 reichte Müller drei solcher „specimina“ ein. Ohne Doktortitel und mit nur mäßigem Examen konnte Müller zunächst aber kein öffentliches Amt bekleiden. Er war somit auf die Einnahmen der Privatpraxis oder sonstigen Nebeneinnahmen, zum Beispiel aus Publikationen, angewiesen.
Müller war Arzt und Homöopath der ersten Generation nach Samuel Hahnemann (1755–1843). Er gehörte dem so genannten „Siebengestirn“ der frühen spezifischen Heilkunde in Württemberg an. Er arbeitete zunächst als praktischer Arzt ab 1830 in Metzingen, Tübingen und Riet. Zu seinem Tübinger Bekanntenkreis gehörten Universitätsprofessoren, Vertreter der evangelischen Gemeinden und die prägende Figur der Inneren Mission in Württemberg, Christoph Ulrich Hahn (1805–1881).
Im Oktober 1841 gründete Georg Friedrich Müller das „Medizinische Missions-Institut zu Tübingen“, dessen Präsident der Evangelische Theologie Maximilian Albert Landerer (1810–1878) wurde. Zum Vereinsvorstand gehörten auch der Tübinger Philosoph Karl Philipp Fischer (1807–1885) sowie Christoph Ulrich Hahn. Müller arbeitete in der fraglichen Zeit an seinem Buch über „Ostindien“ und es entstand die Idee, zukünftige Missionare als Mediziner auszubilden. Das Institut bestand lediglich bis zum Jahr 1849. Es gab deutlichen Widerstand seitens der Basler Mission gegen diese Einrichtung in Tübingen. Wilhelm Hoffmann (1806–1873), der Inspektor der Basler Mission formulierte klare Gegenargumente gegen das „Medizinische Missions-Institut“. Homöopathie sei für die Arbeit in den Tropen nicht geeignet, auch könnten die künftigen Tübinger Missionare „schwer in der Bekehrung“ gehalten werden.
Bereits im Frühjahr 1848 versuchte Georg Friedrich Müller, die Gründung einer „Irrenanstalt zu Rieth in Württemberg“ anzubahnen. Schon am 26. Dezember 1846 hatte er sein Haus in Tübingen zum Verkauf angeboten. Im Jahr 1849 eröffnete Georg Friedrich Müller dann schließlich mit zwei schwachsinnigen Kindern in Riet eine „Heil- und Pflegeanstalt“, in die zwei Jahre später bereits 40 schwachsinnige (Bezeichnung heute nicht mehr gebräuchlich!) Kinder aufgenommen worden waren. Es erfolgte der Umzug nach Winterbach im Remstal. Hier konnte das Schwefelbad käuflich erworben werden. Mit diesem standen zusätzliche Badekabinen, Krankenzimmer und Gemache zu Handwerkstätten zur Verfügung. In Winterbach fanden die ersten Konfirmationen innerhalb der Anstalt statt. Auch führte Müller die „Ling'sche Gymnastik“ (auch „Schwedische Gymnastik“ genannt) des Schweden Pehr Henrik Ling ein, der als einer der Väter der klassischen Massage gilt. 1863 konnte das Schloss Stetten erworben werden und die sich ständig vergrößernde Anstalt wurde in dieses Schloss verlegt. Georg Friedrich Müller war überzeugt von der Einheit körperlicher Heilbehandlung, seelischer Pflege und geistlicher Unterweisung. Deshalb favorisierte er Badekuren, homöopathische Mittel, Gemütsbildung und Unterricht in biblischer Geschichte.
Georg Friedrich Müller verfasste eine naturheilkundliche Heilmittellehre. Er war beteiligt an der Einführung einer allgemeinen Krankenversicherung für Arbeiter, Lehrlinge, Knechte und Mägde und war Leiter des „Dienstbotenhospitals“ in Schwäbisch Gmünd von 1860 bis 1881.

### Auseinandersetzung mit Kretinenanstalt Mariaberg
Eine deutliche Konkurrenz bestand zu dem Arzt und Sozialreformer Carl Heinrich Rösch, dem Begründer der Kretinenanstalt in Mariaberg (1847). Rösch vertrat in der Behandlung der Kretinen einen schulmedizinischen Ansatz und wandte sich strikt gegen die Homöopathie, die von Müller favorisiert wurde. Müller seinerseits nahm Anstoß an den politischen Aktivitäten von Rösch und forderte, dass der gesamte Mariaberger Vorstand zurücktreten und durch erwiesene pietistisch eingestellte Christen ersetzt werden solle. Ähnlich müsse mit allen weiteren Angestellten verfahren werden. Ein Versuch der Kaiserlichen Hoheit, Kronprinzessin Olga, die beiden Anstalten in Riet und Mariaberg aus Kostengründen zusammen zu legen, scheiterte aufgrund der heftigen Auseinandersetzungen zwischen Rösch und Müller um den adäquaten heilkundlichen Ansatz in der Kretinenbehandlung.

### Reise in die Schweiz
Im September 1853 brach Müller zu einer wissenschaftlichen Reise in die Schweiz auf. Er wollte dort Johann Jakob Guggenbühl, den renommierten Kretinenarzt und Begründer der Kretinenanstalt „Abendberg“ nahe Interlaken aufsuchen, um sich mit diesem über neue Forschungsergebnisse auszutauschen. Die Reise wurde vom Innenministerium Württembergs genehmigt und bezuschusst mit der Auflage, einen Reisebericht an das „Medizinalkollegium“ anzufertigen. Auch in weiteren Kantonen, in denen der Kretinismus endemisch vorkam, besuchte Müller Ärzte, Lehrer, Geistliche und weitere Sachverständige. Guggenbühl war zum Zeitpunkt der Reise Müllers bereits nicht mehr unumstritten. Gegen ihn bestand der Vorwurf der Scharlatanerie. Über die Reise fertigte Müller einen 120 großformatige Seiten umfassenden Bericht an. Dieser Bericht zur „Beobachtung des Cretinismus in der Schweiz“ veranlasste das „Medizinalkollegium“, nachdem bereits drei „specimina“ von Müller vorlagen, ihm nun endlich die Doktorwürde zu verleihen. Zukünftig trug Müller in allen offiziellen Verlautbarungen des Staates diesen akademischen Titel.

### Familie
Georg Friedrich Müller war verheiratet mit Johanna Müller. Mit ihr feierte er im Jahr 1880 Goldene Hochzeit in Schwäbisch Gmünd. Das Ehepaar hatte insgesamt 12 Kinder, von denen allerdings nur sieben Kinder das Erwachsenenalter erreichten. Ein Vetter von Georg Friedrich Müller, der evangelische Pfarrer Karl Georg Haldenwang (1803–1862), war in Wildberg im Schwarzwald Begründer der ersten „Rettungs-Anstalt für schwachsinnige Kinder“ in Württemberg. Ein Jahr nach der Goldenen Hochzeit erlitt Müller einen Schlaganfall. Seine Sehkraft wurde dadurch geschwächt. Es erfolgte deshalb ein Umzug nach Grunbach zu den beiden Schwestern Müllers, Regine Caroline Müller (* 25. September 1808) und Caroline Müller (* 28. Juni 1810). Müllers Tochter Martha berichtete über seine Pflege, dass er sich in den letzten Lebensjahren gerne die Missionsblätter vorlesen ließ und dabei besonderes Interesse an Themen der ärztlichen Mission zeigte.

#### Johannes Landenberger
Der Schwager Müllers, der Pädagoge Johannes Landenberger, verheiratet mit Müllers Schwester Rosine (* 8. Oktober 1817), war maßgeblich daran beteiligt, dass das Stettener Schloß für die zu klein gewordene Anstalt in Winterbach gekauft werden konnte. Johannes Landenberger wandte sich an das württembergische Königshaus, das dieses Schloß zum Verkauf angeboten hatte. Für 49000 Gulden wechselte das Anwesen seinen Besitzer. Landenberger trieb als Pädagoge die fachliche Entwicklung der Einrichtung voran.

## Publikationen (Auswahl)
- 1841: Ostindien – Ein Gesamtbild der Geographie, Geschichte, Kultur und der religiösen Zustände dieses großen Länder- und Völkergebiets mit besonderer Berücksichtigung auf die christlichen Missionen dargestellt.[4]
- 1845: Sammlung von Volksarzneimitteln gegen Krankheiten des Menschen, Reutlingen. (205 Seiten)
- 1847: Das Turnen als Schutz und Heilmittel für körperliche Leiden beider Geschlechter, Reutlingen. (227 Seiten)
- 1847: Das krankhafte und schwere Zahnen der Kinder und seine Heilmittel nebst erläuternden Kranheitsgeschichten für Mütter, Reutlingen.
- 1847: Die Mutter am Krankenbett ihres Kindes oder Leitfaden zum Erkennen und ersten Behandeln der gewöhnlichen Kinderkrankheiten mit besonderer Rücksicht auf die Diätetik, Reutlingen.
- 1847: Die Gefahren für Kinder durch Kindermädchen nebst Anweisung zur Bildung brauchbarer Kinderwärterinnen, Reutlingen.
- 1850: Die deutschen Volksschulen und ihre Krankheiten. Oder: Welche Krankheiten werden durch unsere dt. Schulen vorzugsweise befördert oder erzeugt, worin liegen d. Ursachen u. wie kann abgeholfen werden? Pfarrern, Schulinspektoren, Aerzten, Eltern, Lehrern u. Erziehern gewidmet, Schwäbisch Hall: Haspel
- 13. August 1855: Der gegenwärtige Stand des Kretinismus in den Orten Gaisburg, Oberndorf, Schorndorf ... und Vorschläge zu dessen Abhülfe.